# Grafkelder

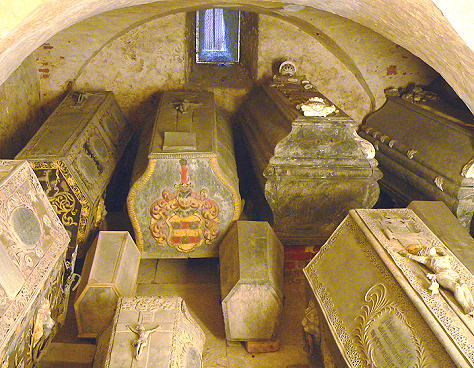
Grafkelder met 17e- en 18e-eeuwse zerken in Alt-Wolfsburg

Een grafkelder of crypte is een kelder onder een paleis, kerk of een speciaal daartoe bestemd kapelletje of monument op een begraafplaats. Soms bevindt de kelder zich onder een hardstenen plaat, die moet worden weggetakeld alvorens de kelder toegankelijk is.
Grafkelders zijn meestal bedoeld voor leden van vooraanstaande of rijke families. Koninklijke families beschikken dikwijls over een eigen grafkelder, zoals de leden van het Nederlandse Koninklijk Huis, die worden bijgezet in de grafkelder van het praalgraf van Willem van Oranje met de grafkelder van Oranje-Nassau in de Nieuwe Kerk te Delft. De Belgische koninklijke familie heeft een grafkelder in de kerk van Laken.
Sommige oude kerken bezitten een crypte, feitelijk ook een grafkelder. Vaak zijn de stoffelijke resten van de heilige die er ooit begraven lag verwijderd en in een reliekschrijn geplaatst, dat zich meestal elders in de kerk bevindt. Bekende kerken met crypten zijn de Sint-Servaasbasiliek in Maastricht (met het lege graf van Sint-Servaas), de abdijkerk Rolduc (met het verdwenen graf van Ailbertus van Antoing), de abdij van Sint-Truiden (met het verdwenen graf van Trudo) en de Sint-Gertrudiskerk in Nijvel (met het verdwenen graf van Gertrudis van Nijvel). In Nederland gelden sinds 1829 strikte beperkingen voor het bijzetten in een kerkgebouw.
Grafkelders komen relatief vaker voor in België en Zuid-Nederland. Op de Begraafplaats Cauberg in Valkenburg bevinden zich een viertal monumentale 19e-eeuwse mausolea met grafkapellen van Limburgse mergel, waaronder zich grafkelders bevinden voor Valkenburgse notabelen. Een van deze monumentale graftombes, de Grafkapel Habets, werd in 1892 door Pierre Cuypers ontworpen. In het naburige Meerssen bevindt zich pal naast de Basiliek van het H. Sacrament de grafkelder van de familie Regout, in 1869 gesticht door de Maastrichtse industrieel Petrus Laurentius Regout.
In het gebied van de Limburgse mergelgroeven zijn de Grafkelder Loisel in Valkenburg en de Grafkelder van Caestert op de Sint-Pietersberg de enige plekken waar er mensen in een mergelgroeve begraven zijn.
Veel kerkhofkapellen hebben eveneens een grafkelder, bedoeld voor meerdere families. Voorbeelden daarvan zijn te vinden in de kapel van het RK Kerkhof in Groningen (Cuypers), in de Bisschoppelijke Grafkapel in Roermond (Cuypers) en in de kapel op de Algemene Begraafplaats Tongerseweg in Maastricht (Kayser).

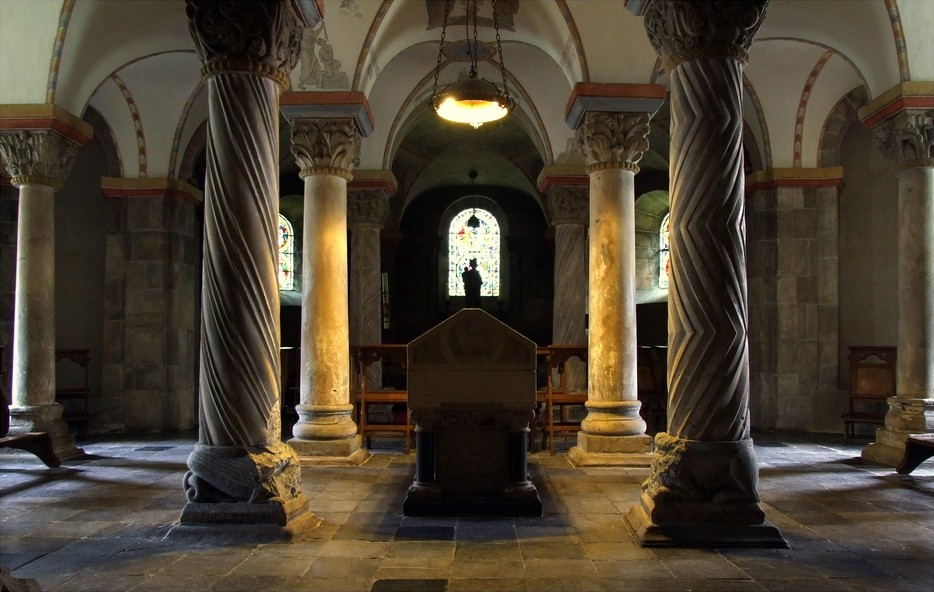
Crypte van Rolduc
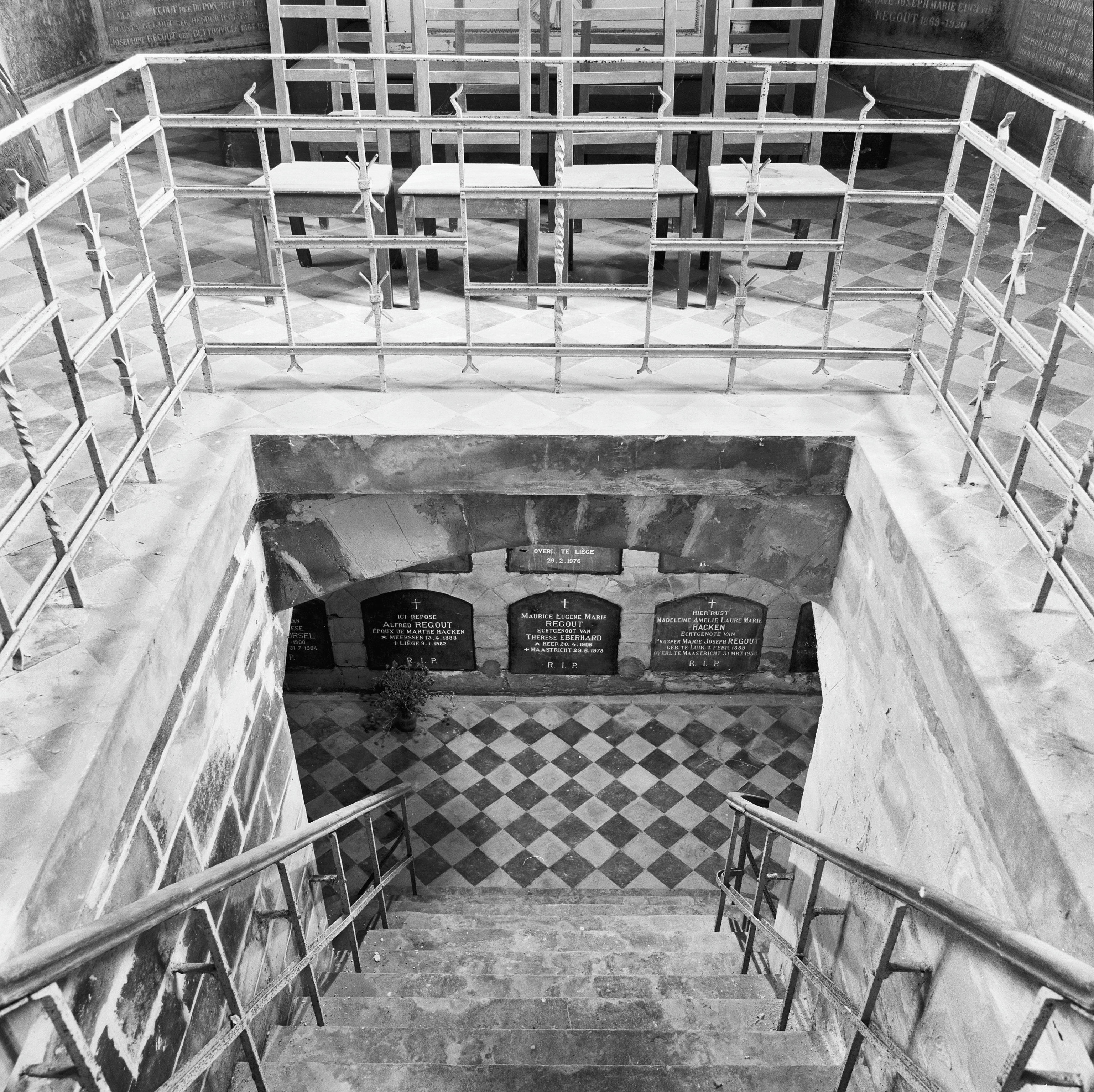
Grafkelder van de familie Regout, Meerssen
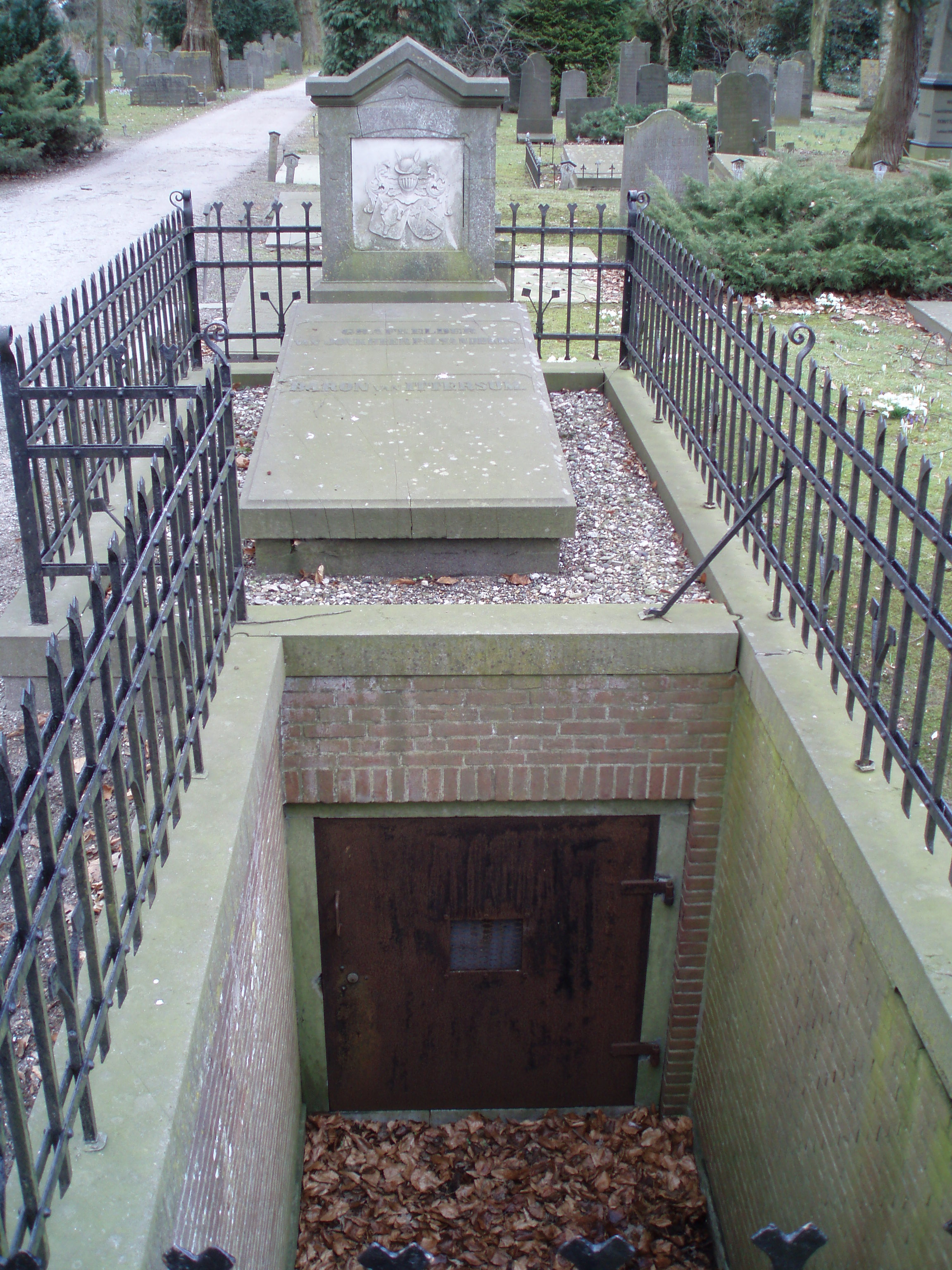
Toegang tot de grafkelder in Zwolle
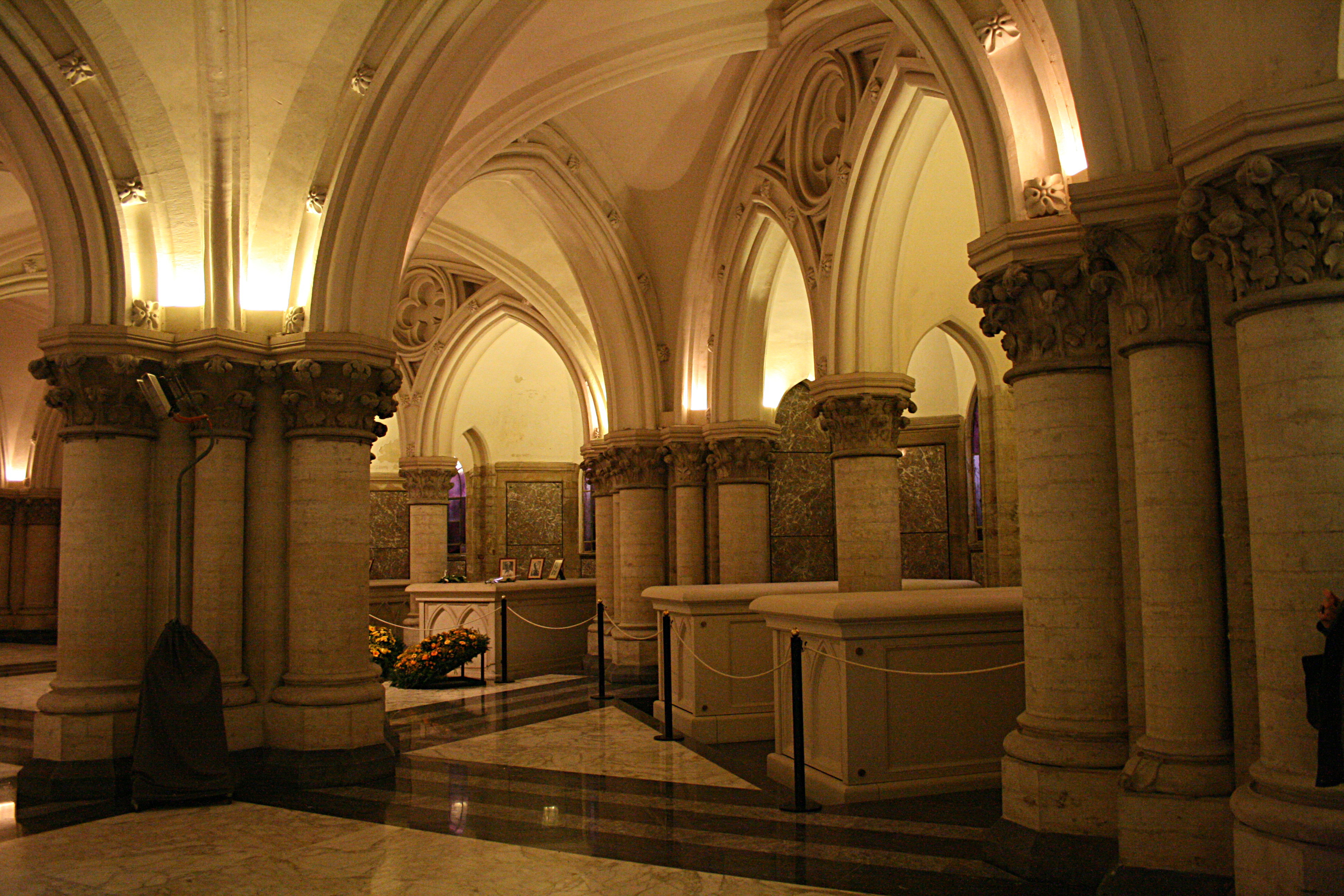
Koninklijke grafkelder te Laken